# مرگ یک مرد فاسد
مرگ یک مرد فاسد (فرانسوی: Mort d'un pourri‎) فیلمی در ژانر جنایی و درام به کارگردانی ژرژ لوتنر است که در سال ۱۹۷۷ منتشر شد. از بازیگران آن می‌توان به آلن دلون، استفان اودران، کلاوس کینسکی، اورنلا موتی و موریس رونه اشاره کرد.